# Leopold von Henning
Leopold August Wilhelm von Henning (à l'origine von Henning auf Schönhoff, né le 4 octobre 1791 et mort le 5 octobre 1866) est un philosophe allemand associé aux Vieux hégéliens.

## Biographie
Leopold von Henning est né à Gotha en 1791, fils du colonel Christian von Henning. Il étudie l'histoire, le droit et la philosophie à l'Université de Heidelberg et, à la suite de la participation aux guerres de libération, l'économie à l'Université de Vienne. En 1815, il commence sa formation à Königsberg in der Neumark. Après sa participation à la guerre, il occupe un poste de clerc à Erfurt et, à partir de 1818, vit à Berlin. Il obtient son doctorat en 1821 à l'Université de Berlin.
En 1823, il épouse Emilie Krutisch. Le couple a trois fils et sept filles, dont Laura Henning, qui épouse l'avocat Berthold Delbrück et est la mère de l'historien Hans Delbrück et du chimiste Max Delbrück.
En 1825, von Henning est nommé professeur agrégé de philosophie à l'Université de Berlin ; en 1835, il reçoit un poste de professeur titulaire. À partir de 1827, il est rédacteur en chef du Jahrbücher für wissenschaftliche Kritik (Annales pour la critique scientifique), qui est pendant 20 ans le magazine hégélien le plus influent.
Dans un document de 1839, il est l'un des propriétaires du Henningshof à Wandersleben, étant désigné comme le siège ancestral de la famille Henning.
Henning est mort à Berlin en 1866, à l'âge de 75 ans.